# Trump Media & Technology Group
Trump Media & Technology Group (TMTG) is een Amerikaans media- en technologiebedrijf dat grotendeels in handen is van de Amerikaanse president Donald Trump. Het werd opgericht in 2021 en in februari 2022 werd het sociale netwerk Truth Social actief. TMTG kreeg op 26 maart 2024 een beursnotering na de fusie met Digital World Acquisition Corp. (DWAC). Het hoofdkantoor staat in Sarasota in de staat Florida.

## Geschiedenis
Trump Media & Technology Group werd opgericht in februari 2021. TMTG ziet vrije en open communicatie, met name politieke meningsuiting, als een essentieel onderdeel voor bestuur en democratie. TMTG ziet het als een taak om een tegenhanger te zijn van de grote technologiebedrijven, zoals Meta, X (voorheen Twitter), Netflix, Alphabet (Google), Amazon en anderen, die het vrije debat kunnen beknotten en stemmen kunnen censureren. Nog voor de beëdiging van Donald Trump tot president in januari 2025 hebben veel van deze bedrijven de moderatie sterk beperkt en daarmee de belangrijke reden voor de oprichting van Social Truth en TMTG onderuit gehaald.
Op 8 september 2021 werden de aandelen van Digital World Acquisition Corp. (DWAC) genoteerd op de NASDAQ. DWAC was een special purpose acquisition company (SPAC), en had zelf geen activiteiten, maar met de beursnotering kon het andere bedrijven een gemakkelijker toegang geven tot de kapitaalmarkt. DWAC werd opgericht met de hulp van ARC Capital, een Chinees bedrijf dat andere Chinese bedrijven helpt om een Amerikaanse beursnotering te verkrijgen.
Op 20 oktober 2021 maakten TMTG en DWAC plannen voor een fusie bekend. Nadat de fusie een feit was, zou TMTG een beursgenoteerd bedrijf worden. TMTG voorzag in twee activiteiten, een sociaal netwerk onder de naam Truth Social en een betaaltelevisiekanaal TMTG+. 
In december 2021 maakte TMTG bekend dat het US$ 1 miljard had opgehaald, zonder bekend te maken wie die beleggers en investeerders waren. In dezelfde maand ging het een samenwerking aan met videoplatform Rumble. Rumble nam de ontwikkeling en beheer van het Truth Social-netwerk en TMTG+ grotendeels over.
In januari 2022 werd Devin Nunes, voormalig lid van het Amerikaanse Huis van Afgevaardigden, de bestuursvoorzitter van TMTG. Het Truth Social-netwerk werd opengesteld voor gebruik in het eerste kwartaal van 2022.
Ondanks het geld dat zou zijn aangetrokken per eind 2021 maakte de accountant van TMTG in november 2023 bekend dat het "substantiële twijfels had over zijn vermogen van TMTG om zijn continuïteit te handhaven" en het bestuur zelf uitte vergelijkbare twijfels. In dezelfde mededeling werd ook bekend gemaakt dat TMTG vanaf de oprichting tot en met juni 2023 US$ 31,5 miljoen aan verliezen had geleden.
Op 22 maart 2024 stemden de aandeelhouders van DWAC in met de fusie met TMTG. Op 25 maart was de fusie een feit en het ticker symbol werd gewijzigd in DJT. De handel in de aandelen begon een dag later. Veel aandeelhouders en bestuurders mogen de eerste zes maanden na de eerste handelsdag geen aandelen TMTG verkopen, deze blokkade loopt af op 26 september 2024.
De raad van bestuur van TMTG telt zeven leden, waarvan minstens vijf nauw gelieerd zijn aan Donald Trump, waaronder zijn zoon Donald Trump jr., Devin Nunes, en drie voormalige Trump-regeringsfunctionarissen Robert Lighthizer, Kash Patel en Linda McMahon. Het bedrijf bestempeld Lighthizer en McMahon overigens zelf als onafhankelijke bestuurders.
Op 1 april 2024 diende TMTG het verslag over 2023 in bij de Securities and Exchange Commission (SEC). In dit jaar leed het bedrijf een verlies van US$ 58 miljoen op een omzet van US$ 4 miljoen. De inkomsten bestonden uit advertentie-inkomsten op Truth Social.
Op 19 december 2024 deed Donald Trump het beheer van zijn aandelenpakket, bijna 115 miljoen aandelen, over aan een trust met zijn zoon Donald Trump jr. als beheerder. Op dat moment vertegenwoordigde dit pakket een waarde van US$ 4 miljard.
Op 28 januari 2025 kregen zes directeuren, Kash Patel, Linda McMahon, Robert Lighthizer, Eric Swider, Kyle Green en Donald Trump jr., elk 26.000 aandelen. Hiervan kon een kwart, met een waarde van US$ 200.000, direct verkocht worden en de rest verdeeld over de kwartalen tussen maart 2025 en maart 2027.
In het eerste kwartaal van 2025 werd Truth.Fi opgericht, een dochteronderneming die zich richt op financiële diensten. In samenwerking met Crypto.com en Yorkville America Digital wil het exchange-traded funds en andere producten creëren met beleggingen in cryptogeld en traditionele effecten. In dit kwartaal leed TMTG een verlies van US$ 32 miljoen op nagenoeg geen omzet.
Op 1 april 2025 heeft TMTG de SEC geïnformeerd dat de trust de mogelijkheid heeft om alle 115 miljoen aandelen te verkopen. Als deze verkoop wordt uitgevoerd dan ontvangt de trust ongeveer US$ 2,2 miljard tegen de toenmalige koers van US$ 19 per aandeel.
Eind mei 2025 werd bekend dat TMTG US$ 3 miljard wil gaan ophalen om cryptovaluta zoals bitcoin te kopen. Het geld zal worden opgehaald door de uitgifte van aandelen en een converteerbare obligatielening. Het traditionele werkterrein van TMTG, media, wordt hiermee verbreed met beleggingen. Op 30 mei werd deze financiële transactie afgerond. TMTG plaatst 55,8 miljoen aandelen à US$ 25,72 en verder voor US$ 1 miljard aan converteerbare obligaties. Deze laatste zijn tot 2028 om te wisselen in aandelen tegen een prijs van US$ 34,72 per aandeel. De totale opbrengst was US$ 2,44 miljard. 